# Equação de transporte de Boltzmann
Desenvolvida originalmente por Ludwig Boltzmann, esta equação é uma ferramenta poderosa para a análise dos fenômenos de transporte envolvendo gradientes de temperatura e densidade. Essa equação  é  muito importante na física estatística e amplamente aplicada no estudo de sistemas fora do equilíbrio termodinâmico. Geralmente, a equação de transporte de Boltzmann é utilizada no estudo do transporte de calor e carga, fornecendo informações sobre propriedades de transporte como condutividade elétrica e térmica, viscosidade, etc. Para um sistema com função distribuição de partículas {\displaystyle f({\vec {x}},{\vec {p}},t)\mathrm {d} {\vec {x}}\mathrm {d} {\vec {p}}} sujeita a uma força externa {\displaystyle {\vec {F}},} a equação de Boltzmann é dada por
{\displaystyle {\frac {\partial f}{\partial t}}+{\frac {\vec {p}}{m}}{\frac {\partial f}{\partial {\vec {x}}}}+{\vec {F}}{\frac {\partial f}{\partial {\vec {p}}}}={\frac {\mathrm {d} f}{\mathrm {d} t}}{\Bigg |}_{col}}
onde o termo da direita descreve o efeito das colisões entre as partículas do sistema.

## Dedução matemática
Considere uma função de distribuição {\displaystyle f({\vec {x}},{\vec {p}},t),} de maneira que
{\displaystyle f({\vec {x}},{\vec {p}},t)\mathrm {d} {\vec {x}}\mathrm {d} {\vec {p}}}
represente o número de partículas que, no instante {\displaystyle t,} se encontra na posição {\displaystyle {\vec {x}}} em um elemento de volume {\displaystyle \mathrm {d} {\vec {x}}} com momento {\displaystyle \mathrm {d} {\vec {p}}} em torno de {\displaystyle {\vec {p}}.} Na ausência de colisões entre as partículas desse sistema, temos
{\displaystyle f({\vec {x}}+{\vec {v}}\delta t,{\vec {p}}+{\vec {F}}\delta t,t+\delta t)\mathrm {d} {\vec {x}}\mathrm {d} {\vec {p}}=f({\vec {x}},{\vec {p}},t)\mathrm {d} {\vec {x}}\mathrm {d} {\vec {p}}}
onde {\displaystyle {\vec {F}},} é um campo de força externo atuando nas partículas. Entretanto, se considerarmos as colisões entre partículas a densidade {\displaystyle f} muda, e obtemos
{\displaystyle f({\vec {x}}+{\frac {\vec {p}}{m}}\delta t,{\vec {p}}+{\vec {F}}\delta t,t+\delta t)\mathrm {d} {\vec {x}}\mathrm {d} {\vec {p}}-f({\vec {x}},{\vec {p}},t)\mathrm {d} {\vec {x}}\mathrm {d} {\vec {p}}={\frac {\mathrm {d} f}{\mathrm {d} t}}{\Bigg |}_{col}\mathrm {d} {\vec {x}}\mathrm {d} {\vec {p}}\mathrm {d} t.}
Onde agora, o termo da direita descreve as colisões entre partículas. Expandindo o lado esquerdo em primeira ordem em {\displaystyle \delta t,} chegamos a seguinte expressão para a equação de Boltzmann
{\displaystyle {\frac {\partial f}{\partial t}}+{\frac {\vec {p}}{m}}{\frac {\partial f}{\partial {\vec {x}}}}+{\vec {F}}{\frac {\partial f}{\partial {\vec {p}}}}={\frac {\mathrm {d} f}{\mathrm {d} t}}{\Bigg |}_{col}.}
Desde de sua descoberta, a equação de transporte de Boltzmann é utilizada no estudo de vários sistemas físicos, entretanto, soluções para essa equação só foram encontradas em 2010. Philip T. Gressman e Robert M. Strain encontraram  uma solução global clássica para a equação de Boltzmann com interações de longo alcance.
A equação de Boltzmann pode ser utilizada para calcular as propriedades de transporte eletrônico em metais e semicondutores. Por exemplo, se um campo elétrico é aplicado a um sólido, devemos resolver a equação de Boltzmann para a função de distribuição dos elétrons. Se o campo elétrico é constante, a função de distribuição também é constante e está associada a um fluxo de corrente na direção do campo. A partir da equação de Boltzmann também é possível calcular o fluxo de calor em um sólido que surge devido a uma diferença de temperatura, e a condutividade térmica. As equações resultantes descrevem os fenômenos termoelétricos, tais como o efeito Seebeck e o efeito Peltier. Finalmente, se temos um campo magnético constante, podemos ver que a condutividade elétrica geralmente diminui com o aumento do campo magnético, um comportamento conhecido como magnetorresistência. A equação do transporte de Boltzmann também pode ser utilizada para descrever o efeito Hall, e fenômenos mais complexos como termomagnético, o efeito Ettingshausen e o efeito Nernst.
Propriedades de não equilíbrio de  gases atômicos ou moleculares, como viscosidade, condução térmica e difusão têm sido tratados com a equação de Boltzmann. Embora muitos resultados úteis, como a independência da viscosidade na pressão, podem ser obtidos por métodos aproximados.
Outra aplicação da equação de Boltzmann é no estudo de plasmas. Muitas das propriedades dos plasmas podem ser calculadas estudando o movimento das partículas individuais em campos elétricos e magnéticos, ou considerando equações hidrodinâmicas ou a equação Vlasov, juntamente com as equações de Maxwell. No entanto, propriedades sutis de plasmas, como processos de difusão e de amortecimento de ondas, podem ser melhor compreendidas, partindo da equação de Boltzmann.